# Arc parabòlic de Claravalls
Arc parabòlic de Claravalls és una obra Claravalls, al municipi de Tàrrega (Urgell), protegida com a bé cultural d'interès local.

## Descripció
Portal en forma d'arc parabòlic que pertany a una casa a la qual s'adossa pel seu lateral dret. Aquest portal dona lloc a un pas cobert que condueix fins a la porta de l'església parroquial. És un tram molt curt, un tram cobert per una volta rebaixada de pedra.
L'arcada està feta a base de dovelles regulars, unes 27 més la clau, que formen un arc parabòlic molt original. Està bastit amb carreus picats a punta, alguns d'ells molt erosionats, que formen els muntants o brancals de l'arc. Les dovelles també presenten importants escrostonaments a causa de l'erosió.
Sobre el pas cobert s'aixeca una construcció estreta i alta la qual és pertanyent a la casa situada al costat. En la part central d'aquesta estructura s'obre una petita finestreta quadrangular, paredada. Just a sobre hi ha un element destacat com és la presència d'una galeria que surt a l'exterior en forma d'arc de mig punt rebaixat. A la part inferior hi ha una senzilla barana de fusta que reposa sobre una cornisa de pedra sobresortint. El mur presenta un arrebossat bastant decaigut el qual deixa veure que l'aparell és molt irregular lligat amb morter.